# Pulsnitz
Pulsnitz is een gemeente en plaats in de Duitse deelstaat Saksen. De gemeente maakt deel uit van de Landkreis Bautzen.
Pulsnitz telt 7.433 inwoners.
Pulsnitz is het bestuurscentrum van de Verwaltungsgemeinschaft Pulsnitz.

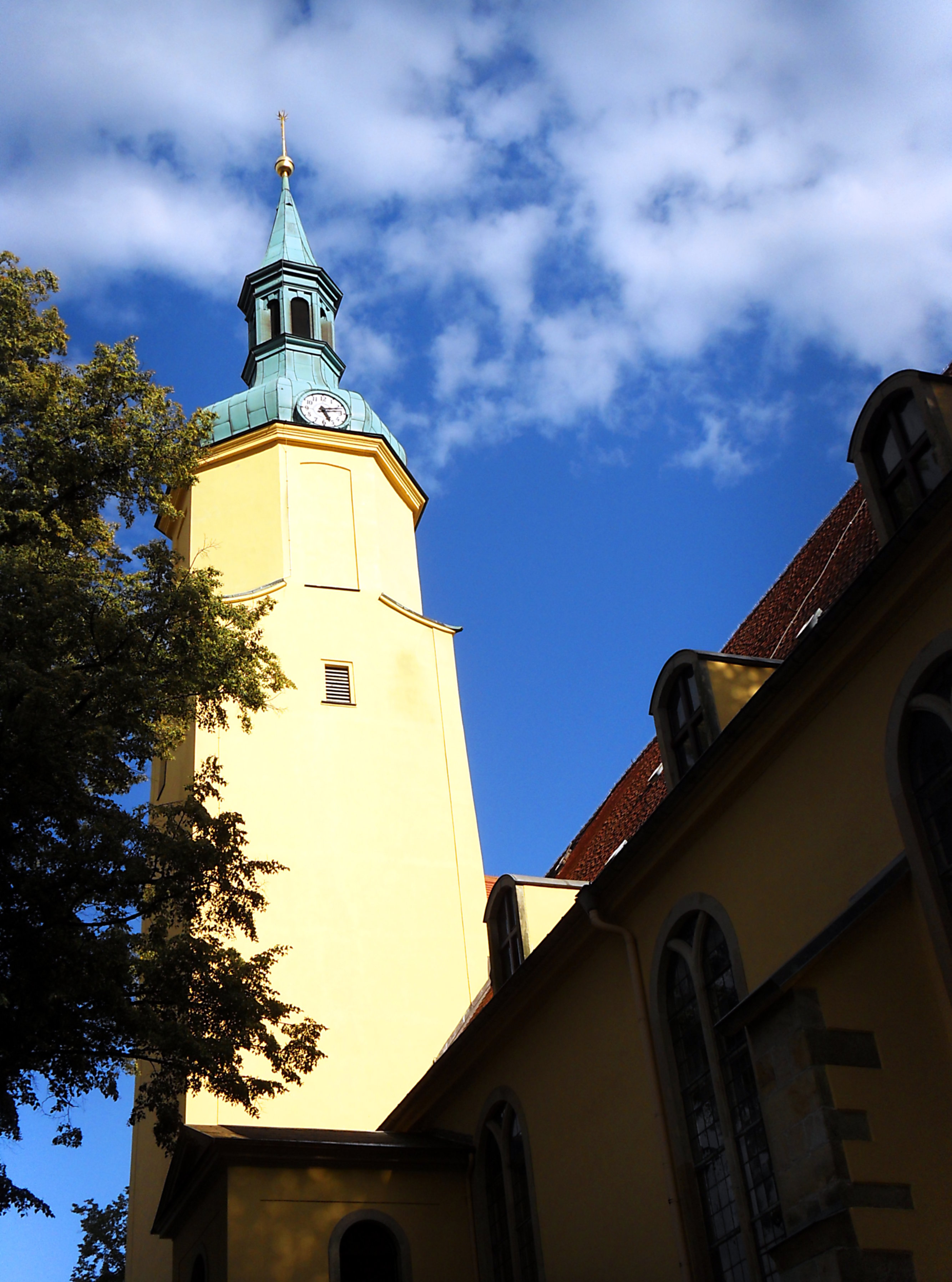
Kerk
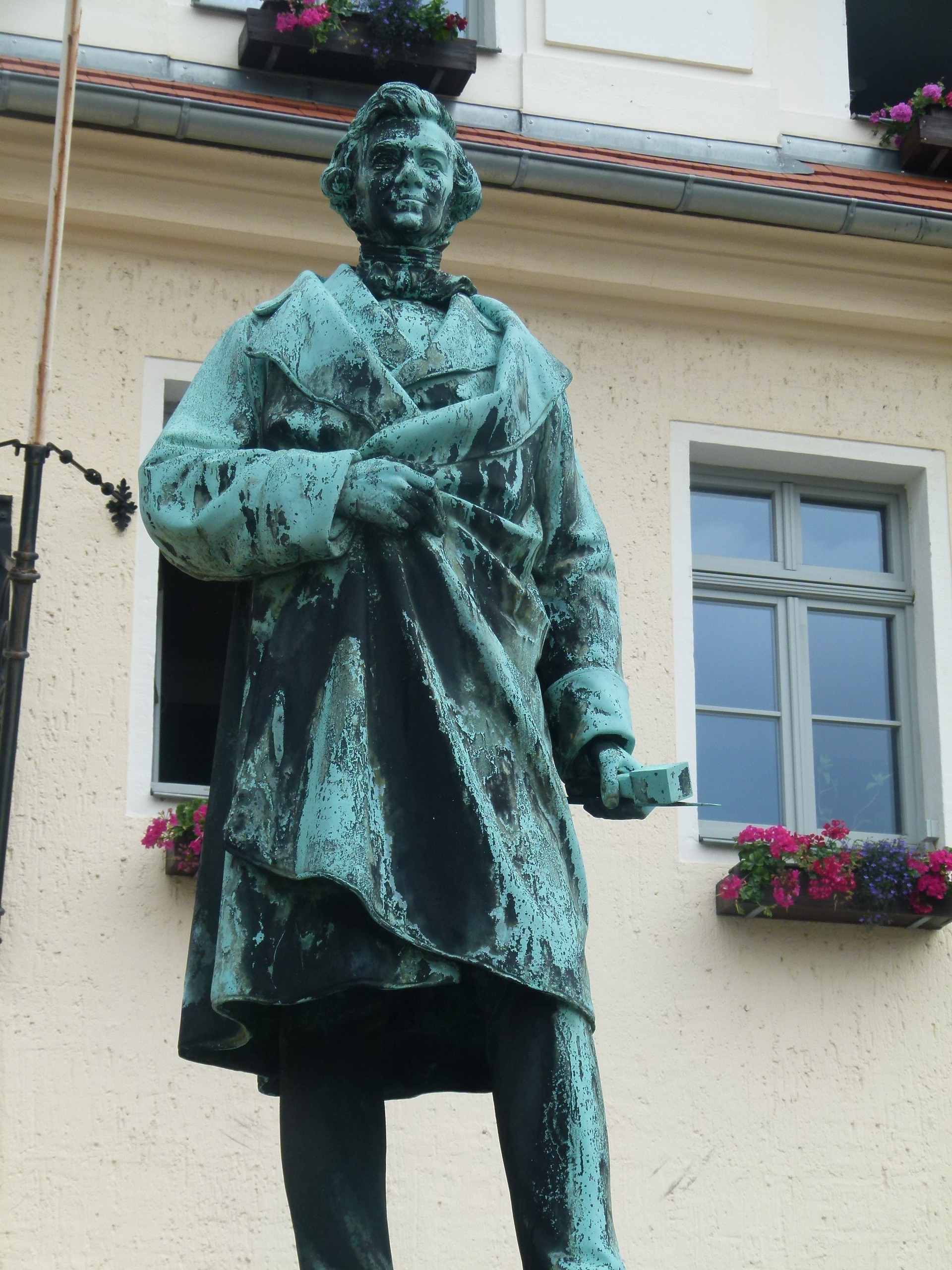
Standbeeld van Ernst Rietschel
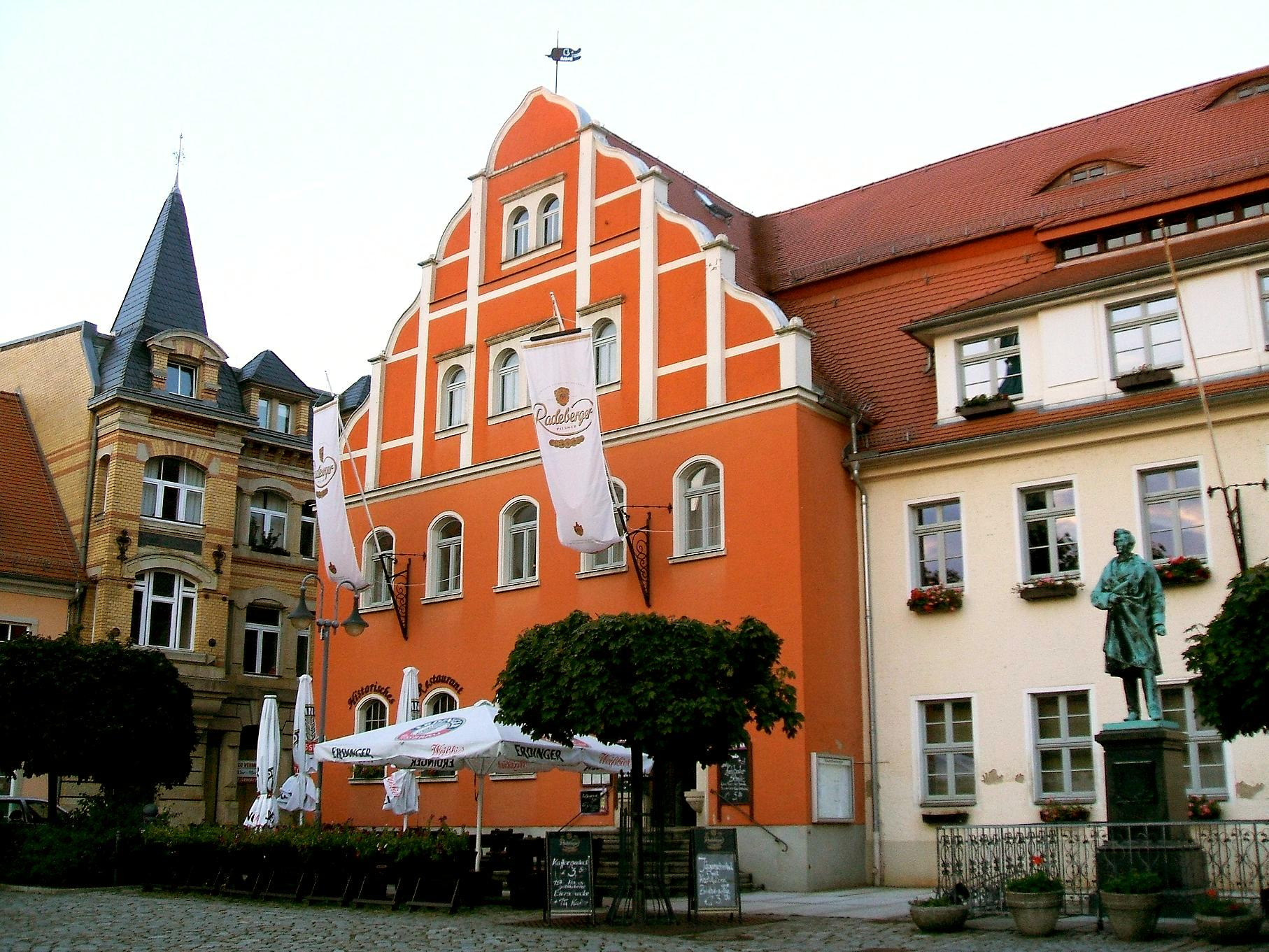
Markt in Pulsnitz
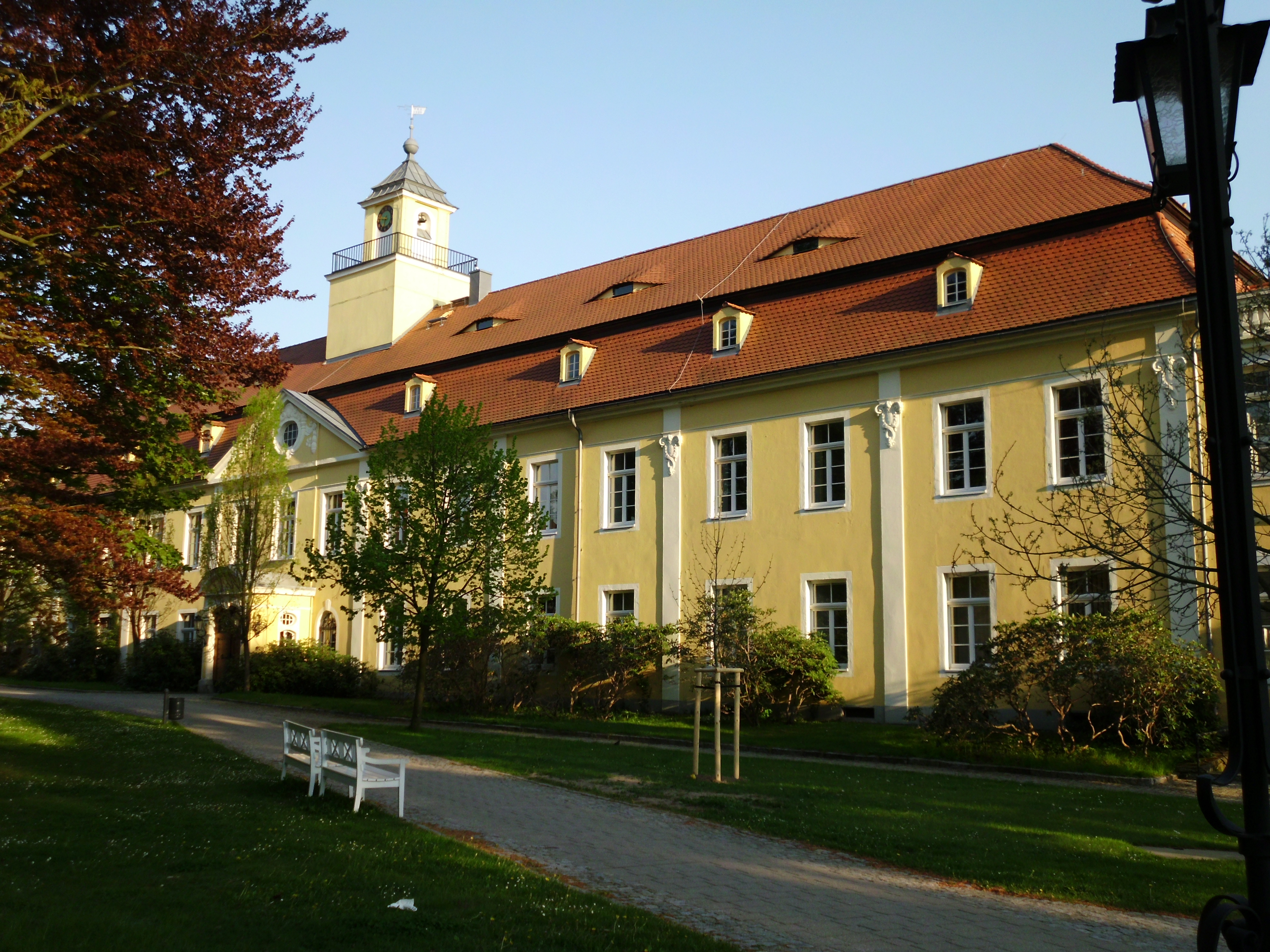
Slot
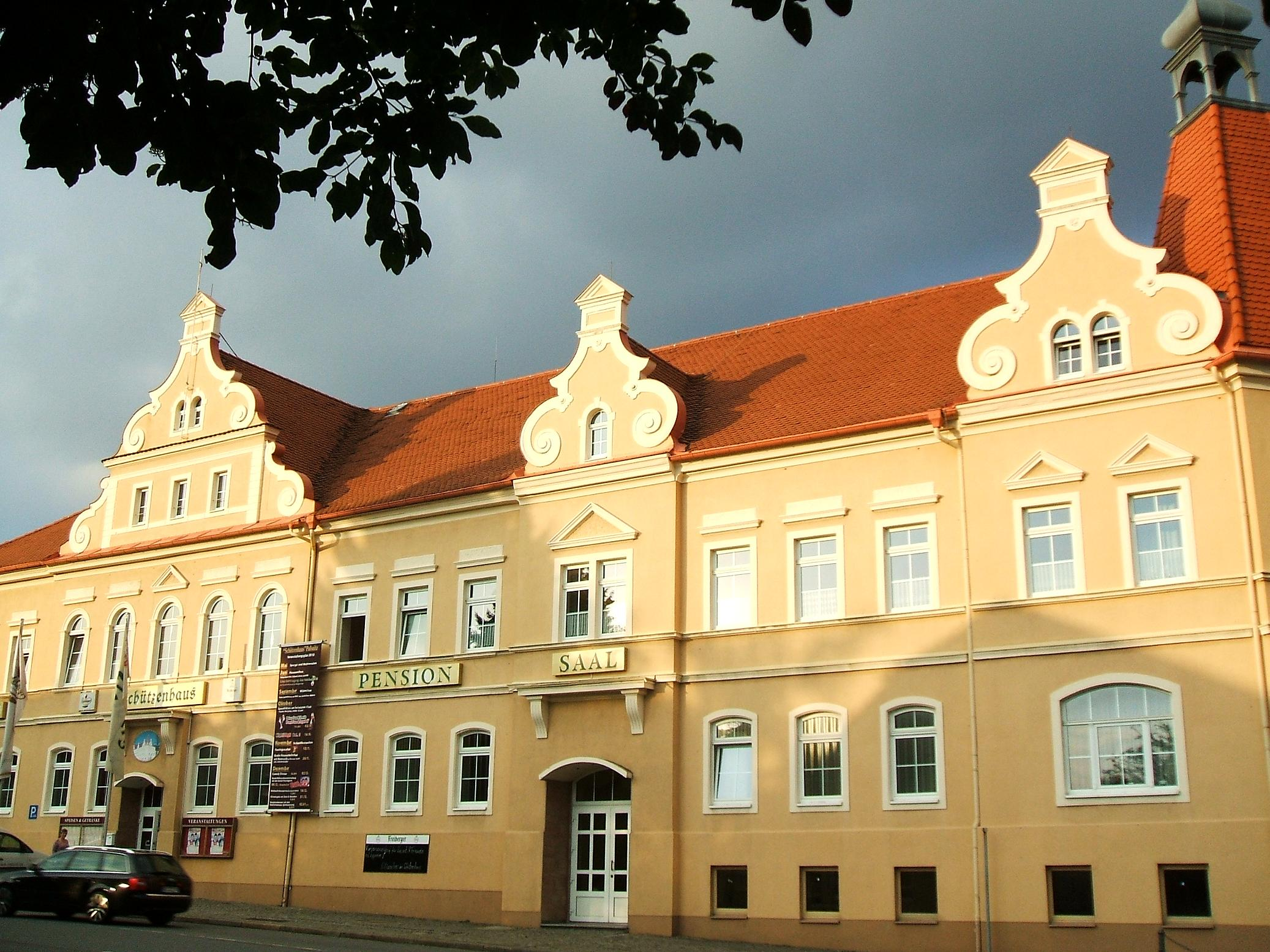
Huis in Pulsnitz

## Indeling gemeente
De gemeente bestaat naast het "dorp" Pulsnitz uit de volgende kernen:
- Vollung, sinds 1 april 1948
- Friedersdorf (Pulsnitz), sinds 1 januari 1994
- Oberlichtenau, sinds 1 januari 2009
- Pulsnitz Meißner Seite, sinds 1 april 1948
- Thiemendorf, sinds 1 januari 1994

## Geboren in Pulsnitz
- Alwin Peschke, (6 juni 1869) componist, militaire kapelmeester (Obermusikmeister) en cornettist

Arnsdorf ·
Bautzen ·
Bernsdorf ·
Bischofswerda ·
Burkau ·
Crostwitz ·
Cunewalde ·
Demitz-Thumitz ·
Doberschau-Gaußig ·
Elsterheide ·
Elstra ·
Frankenthal ·
Göda ·
Großdubrau ·
Großharthau ·
Großnaundorf ·
Großröhrsdorf ·
Großpostwitz ·
Haselbachtal ·
Hochkirch ·
Hoyerswerda ·
Kamenz ·
Königsbrück ·
Königswartha ·
Kubschütz ·
Lauta ·
Laußnitz ·
Lichtenberg ·
Lohsa ·
Malschwitz ·
Nebelschütz ·
Neschwitz ·
Neukirch ·
Neukirch/Lausitz ·
Obergurig ·
Ohorn ·
Ottendorf-Okrilla ·
Oßling ·
Panschwitz-Kuckau ·
Pulsnitz ·
Puschwitz ·
Räckelwitz ·
Radeberg ·
Radibor ·
Ralbitz-Rosenthal ·
Rammenau ·
Schirgiswalde-Kirschau ·
Schmölln-Putzkau ·
Schwepnitz ·
Schönteichen ·
Sohland an der Spree ·
Spreetal ·
Steina ·
Steinigtwolmsdorf ·
Wachau ·
Weißenberg ·
Wiednitz ·
Wilthen ·
Wittichenau